# Conca de Barberà
Conca de Barberà – hiszpańska comarca (powiat), skupiająca łącznie 22 gminy,  położona w środkowej Katalonii. Zajmuje powierzchnię 650,24 km² i liczy 20 057 mieszkańców. Siedzibą jest Montblanc. Teren rolniczo-turystyczny, z dominującą rolą turystyki. Dużą rolę w gospodarce comarki stanowią licznie znajdujące się tu plantacje owoców.

## Gminy
- Barberà de la Conca
- Blancafort
- Conesa
- L'Espluga de Francolí
- Forès
- Les Piles
- Llorac
- Montblanc
- Passanant i Belltall
- Pira
- Pontils
- Rocafort de Queralt
- Santa Coloma de Queralt
- Sarral
- Savallà del Comtat
- Senan
- Solivella
- Vallclara
- Vallfogona de Riucorb
- Vilanova de Prades
- Vilaverd
- Vimbodí i Poblet